# Relazione seriale
Nella teoria degli insiemi, una relazione seriale è una relazione omogenea che esprime la connessione di un elemento di una sequenza con l'elemento successivo. La funzione successore usata da Peano per definire i numeri naturali è il prototipo di una relazione seriale.
Bertrand Russell utilizzò le relazioni seriali in The Principles of Mathematics (del 1903), mentre esplorava i fondamenti della teoria degli ordini e le sue applicazioni. Il termine "relazione seriale" fu impiegato anche da BA Bernstein per un articolo che mostra che particolari assiomi comuni nella teoria degli ordini sono quasi incompatibili: connessione, irreflessività e transitività.
Una relazione seriale R è un'endorelazione su un insieme U. Come affermato da Russell {\displaystyle \forall x\exists y\ xRy,}, dove i quantificatori universali ed esistenziali si riferiscono a U. Nel linguaggio delle relazioni contemporaneo, questa proprietà definisce una relazione totale. Ma una relazione totale può essere eterogenea. Le relazioni seriali sono di interesse storico.
Per una relazione seriale R, sia (y: xRy) il "successore prossimo" di x. Una relazione seriale può essere equivalentemente caratterizzata come una relazione per la quale ogni elemento possiede un successore prossimo non vuoto. Allo stesso modo, una relazione seriale inversa è una relazione in cui ogni elemento ha un "predecessore prossimo" non vuoto.
Nella logica modale normale, l'estensione dell'insieme di assiomi fondamentali K per la proprietà seriale risulta in un insieme di assiomi D.

## Serie di Russell
Le relazioni seriali sono usate per sviluppare le serie matematiche in The Principles of Mathematics. Il prototipo è la funzione successore di Peano come relazione uno-a-uno sui numeri naturali. La serie di Russell può essere finita o generata da una relazione che dà luogo a un ordine ciclico. In tal caso, per la descrizione viene utilizzata la relazione di separazione delle coppie di punti. Quindi i numeri ordinali sono derivati da progressioni, quelli finiti sono ordinali finiti. Distinguendo fra serie aperte e chiuse, si ottengono 4 ordini totali: finito, con una fine, senza fine e aperto, e senza fine e chiuso.
Contrariamente ad altri autori, Russell ammette gli ordinali negativi. Per la motivazione, considera le scale di misurazione che adottano la notazione scientifica, dove una potenza di dieci rappresenta ina scala logaritmica una decade di misura. Esso corrisponde all'ordine di grandezza che può assumere valori sia positivi che negativi.

### Tratto
Russell adottò il termine "tratto" (in inglese. stretch) da Meinong il quale aveva contribuito alla teoria della distanza. "Tratto" si riferisce ai termini intermedi tra due punti in una serie, laddove "il numero di termini misura la distanza e la divisibilità dell'intero".
Per spiegare Meinong, Russell si riferisce alla metrica di Cayley-Klein, che usa coordinate in rapporti anarmonici che determinano la distanza usando il logaritmo.